# 胡多謝伊河
65°36′08″N 82°23′15″E / 65.6021°N 82.3874°E
胡多謝伊河（俄语：Худосей），是俄羅斯的河流，位於該國北部亞馬爾-涅涅茨自治區，屬於塔茲河的右支流，流經西西伯利亞平原，河道全長409公里，流域面積11,200平方公里。